# Paolo Galimberti

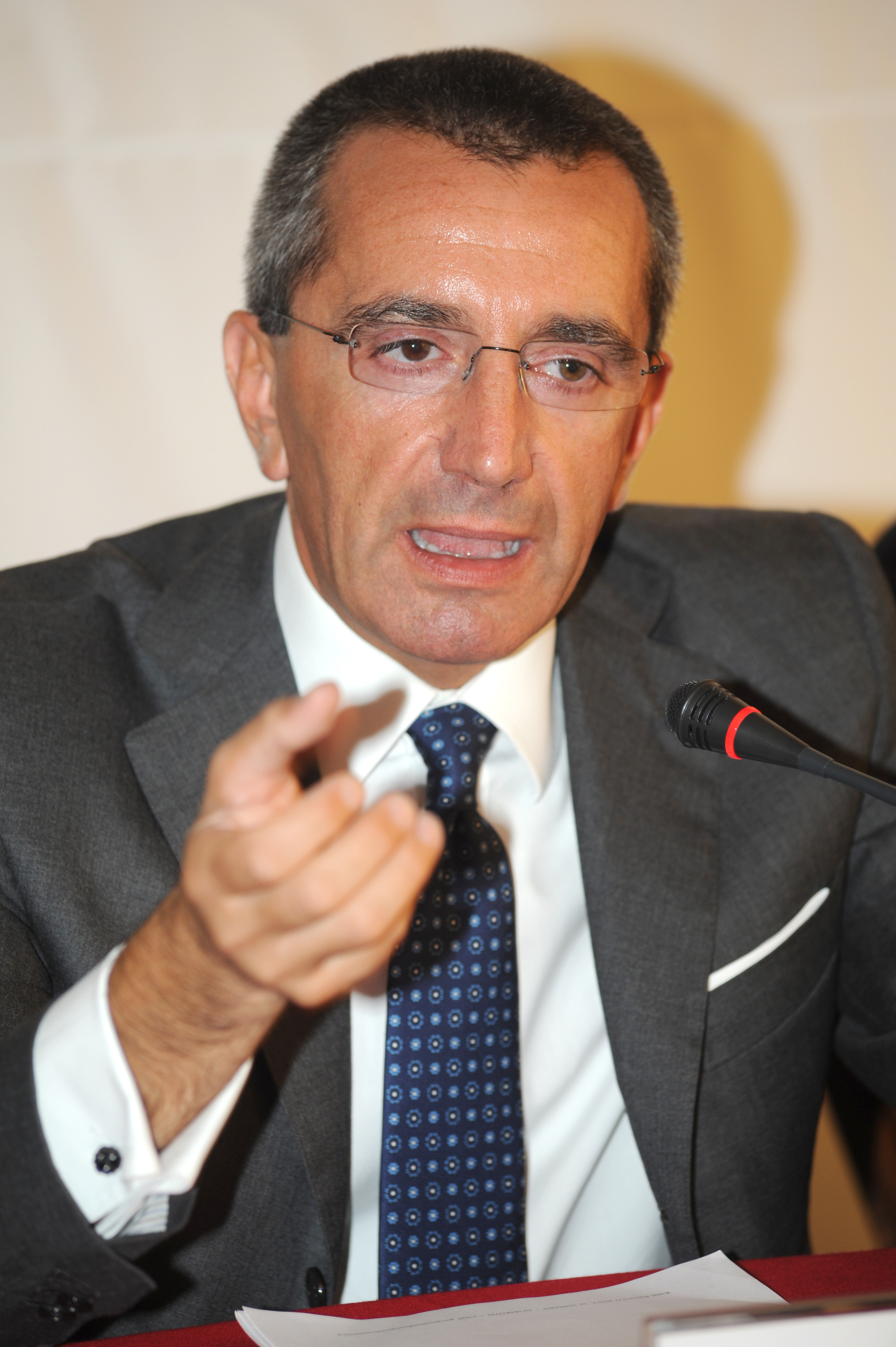
Paolo Galimberti (2009)

Paolo Galimberti (* 7. Juli 1968 in Giussano) ist ein italienischer Unternehmer und Politiker der Forza Italia.

## Leben
Seit 2013 ist Galimberti Senator im Senato della Repubblica.